# Giovanni di Biasuccio

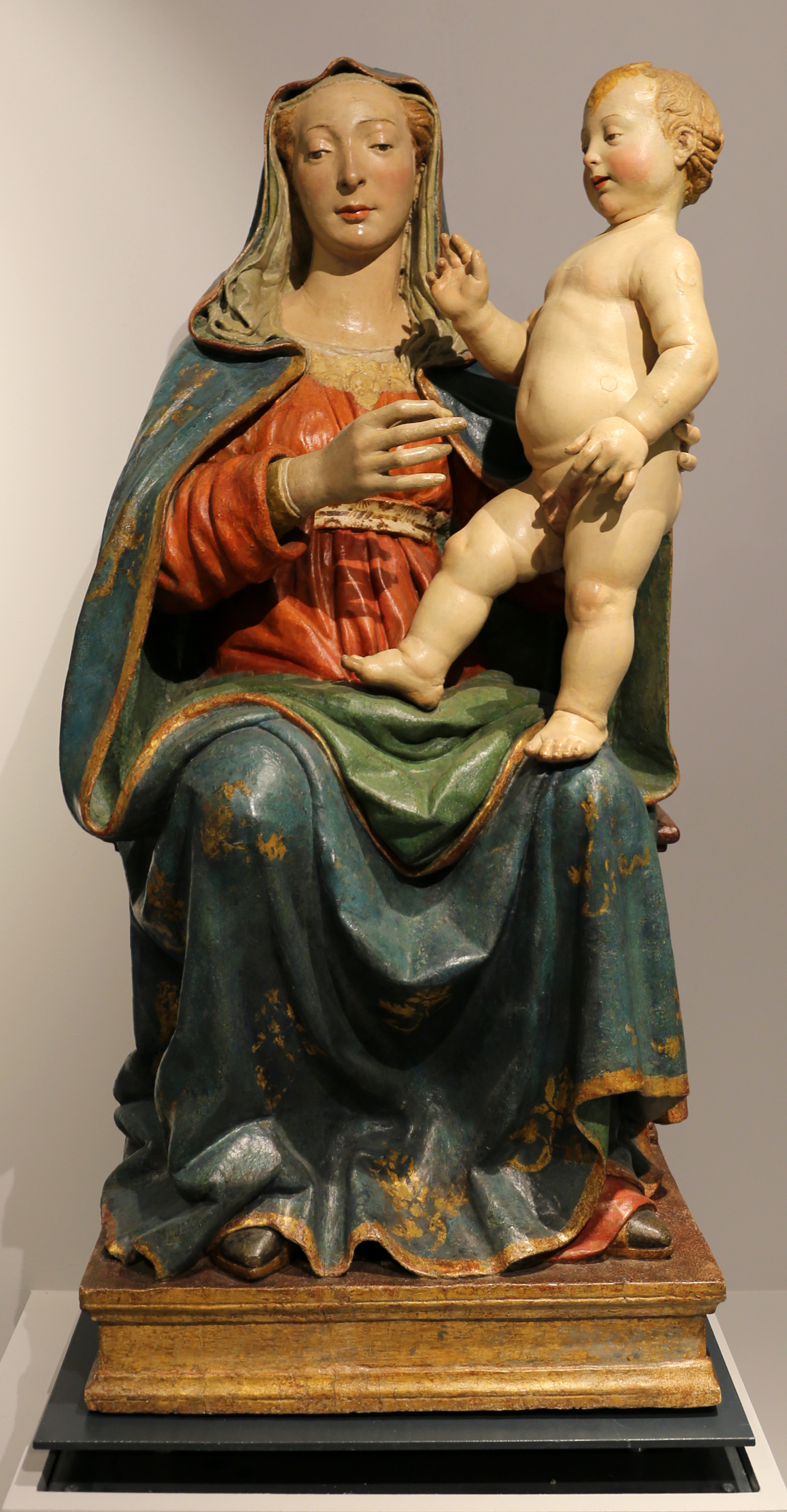
Madonna col Bambino (metà del '400), proveniente dal convento di San Colombo di Barisciano, ora nel Museo Nazionale d'Abruzzo (L'Aquila)

Giovanni di Biasuccio (Fonteavignone, 1435 circa – L'Aquila, 1500 circa) è stato uno scultore italiano, compagno di bottega di Silvestro dell'Aquila.

## Biografia

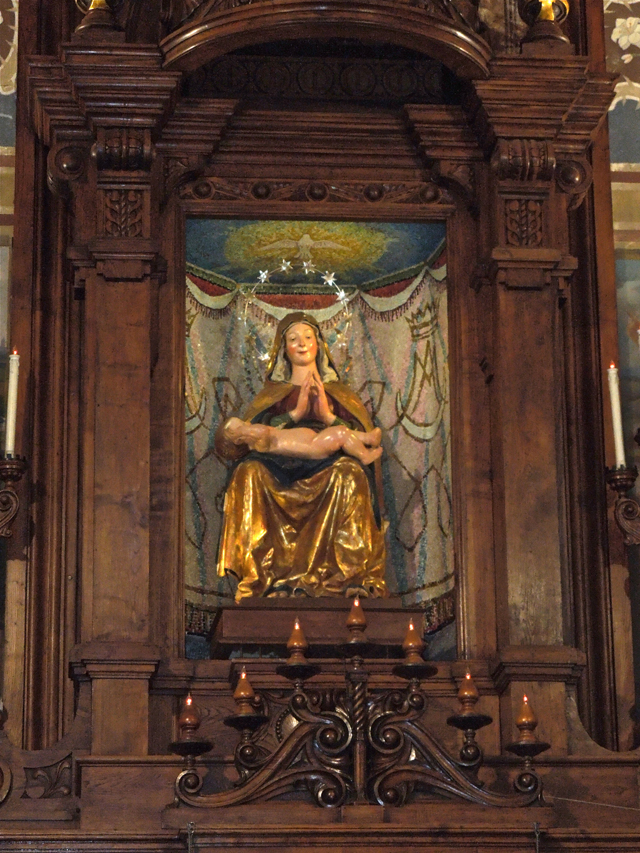
La Madonna dei Lumi nel santuario di Civitella del Tronto

Le notizie biografiche sono assai scarne ma si può presumere la nascita dello scultore intorno al 1435 nel borgo aquilano di Fonteavignone, luogo di nascita del padre Biasuccio.
Trasferitosi ben presto all'Aquila, nel dicembre del 1471 vi aprì bottega insieme al giovane Silvestro dell'Aquila, la cui fama mise in ombra l'attività di Giovanni. È possibile che i due artisti collaborarono nella realizzazione del mausoleo di Amico Agnifili nel duomo dell'Aquila.  Le opere di Giovanni, meno celebri di quelle del collega, mettono comunque in luce una raffinata maturità artistica di matrice fiorentina, forse dovuta ad un viaggio di formazione effettuato in Toscana in giovane età oppure, più facilmente, all'influenza della bottega aquilana del fiorentino Francesco Trugi.
Tra le varie opere, Giovanni realizzò una Madonna (la Madonna di Civitella) per il santuario di Santa Maria dei Lumi di Civitella del Tronto; la statua prende spunto dalle opere avanguardiste di Andrea del Verrocchio ed è databile intorno al 1480. Nel 1489 Silvestro dell'Aquila venne poi incaricato di realizzarne una simile per Ancarano. Vengono tradizionalmente attribuite a Giovanni anche la Madonna dei Lumi di Campli ed il tabernacolo della cappella della Madonna del Soccorso nell'omonima basilica aquilana, realizzate negli anni Novanta del XV secolo.
Il capolavoro dell'artista è tuttavia tradizionalmente individuato nel Crocifisso conservato nella chiesa di Santa Margherita, storicamente datato al Seicento o Settecento e solo in tempi recenti attribuito a Giovanni dallo storico dell'arte Ferdinando Bologna. In esso appaiono d'assoluta qualità sia il trattamento della superficie lignea sia la plasticità della figura del Cristo. Il Crocifisso mostra qualità tipiche delle sue sculture, come il naturalismo espressivo, la policromia di carattere non solo decorativo ma anche costruttivo, ed il perizoma di costruzione monumentale tormentato di pieghe ancora una volta di ispirazione verrocchiesca, acquisita forse attraverso un viaggio in Toscana.
L'artista morì intorno all'Aquila intorno al 1500.

## Opere

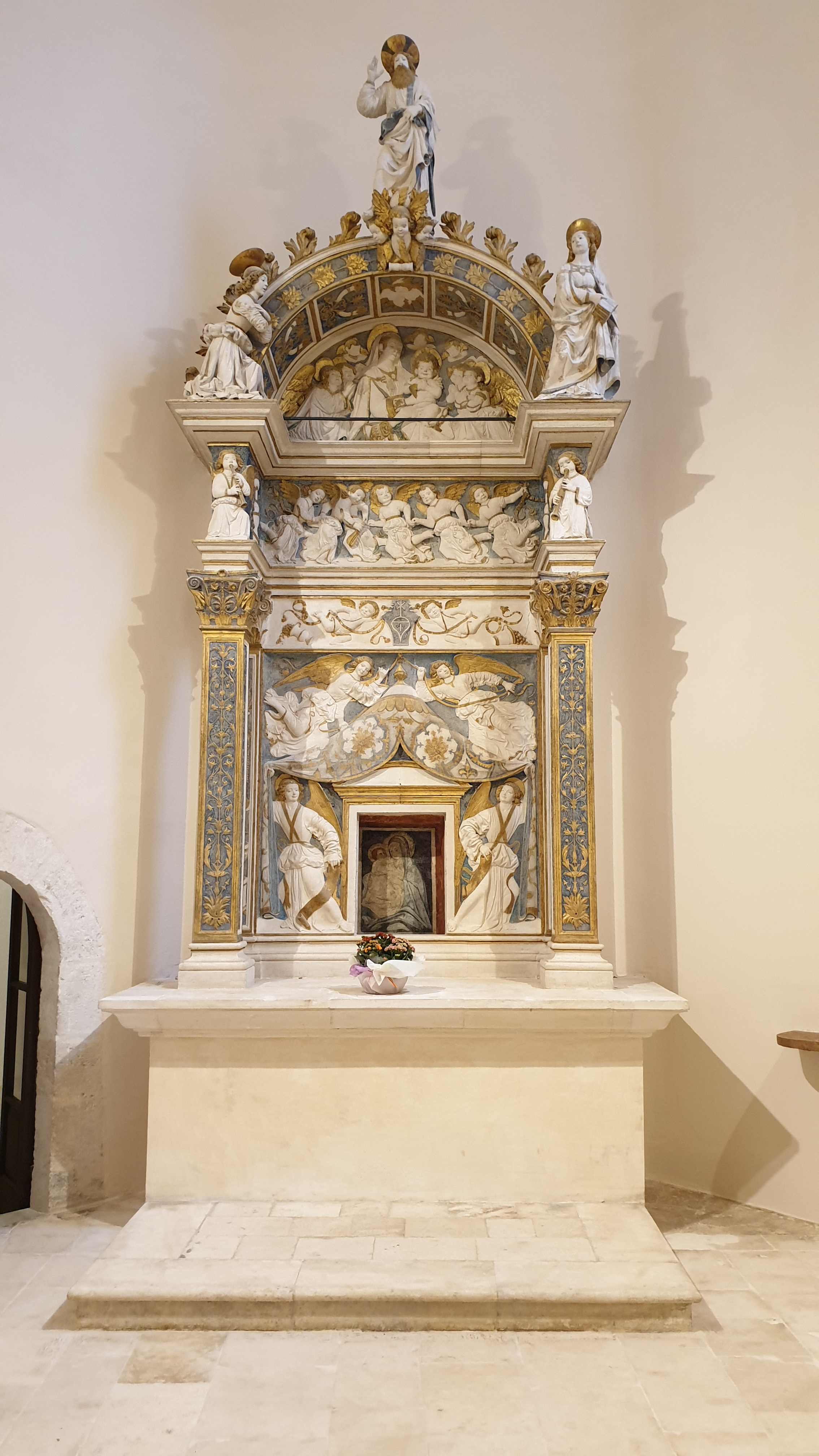
Tabernacolo di Maria Ssma Vergine del Soccorso, chiesa di Santa Maria del Soccorso, L'Aquila, attribuito a Giovanni di Biasuccio

- Madonna delle Grazie o "Madonna di Roio" (metà XV secolo), santuario della Madonna di Roio, L'Aquila
- Madonna col Bambino (1480 ca.) dal convento di San Colombo a Barisciano, MUNDA, L'Aquila
- San Sebastiano (1480), dalla chiesa di San Sebastiano a Collimento di Lucoli, MUNDA, L'Aquila
- Madonna col Bambino detta "Madonna dei Lumi" (1489 secondo F. Bologna), santuari di Santa Maria dei Lumi, Civitella del Tronto
- San Michele arcangelo (metà XV sec), chiesa madre di San Michele, Beffi di Acciano
- Tabernacolo della chiesa di Santa Maria del Soccorso a L'Aquila, attribuzione proposta da Mario Chini, poi smentita
- Affresco di Maria Santissima del Soccorso, chiesa omonima a L'Aquila, tradizionalmente attribuito
- Mausoleo al Cardinale Amico Agnifili (collaborazione con Silvestro dell'Aquila), Cattedrale di San Massimo, L'Aquila (alcune parti sono nella chiesa di San Marciano a L'Aquila)
- Madonna delle Grazie (metà XV sec), collaborazione con Silvestro dell'Aquila, santuario di Maria Santissima delle Grazie, Teramo
- Madonna col Bambino detta "Maria Santissima delle Grazie" (1470 ca.) Museo dell'abbazia di Grottaferrata
- Crocifisso ligneo dipinto, chiesa di Santa Margherita del Gesù, L'Aquila